# Paralonchurus peruanus
Paralonchurus peruanus és una espècie de peix de la família dels esciènids i de l'ordre dels perciformes.

## Morfologia
- Els mascles poden assolir 51 cm de longitud total.[5][6]

## Alimentació
Menja principalment cucs i d'altres invertebrats bentònics.

## Depredadors
Al Perú és depredat per Merluccius gayi peruanus.

## Hàbitat
És un peix marí, de clima tropical (3°S-13°S) i demersal.

## Distribució geogràfica
Es troba a l'oceà Pacífic sud-oriental: el Perú.

## Ús comercial
És comú als mercats locals.

## Observacions
És inofensiu per als humans.